# Olga Rubcowa
Olga Nikołajewna Rubcowa, ros. Ольга Николаевна Рубцова (ur. 20 sierpnia 1909 w Moskwie, zm. 13 grudnia 1994 tamże) – rosyjska szachistka, mistrzyni świata w szachach w latach 1956–1958.

## Kariera szachowa
Zamiłowanie do szachów Olga wyniosła z domu rodzinnego. Jej ojciec był silnym szachistą amatorem i regularnie brał udział w turniejach z udziałem najsilniejszych moskiewskich graczy. W 1927 roku, w wieku 17 lat Rubcowa w wielkim stylu zdobyła po raz pierwszy tytuł mistrzyni Związku Radzieckiego. Mistrzostwa ZSRR wygrywała jeszcze trzykrotnie, w 1931, 1937 i 1949 roku. Zajmowała czołowe lokaty w wielu turniejach, rozgrywanych w swoim kraju.
W pierwszym powojennym turnieju o mistrzostwo świata kobiet, rozegranym na przełomie 1949 i 1950 roku w Moskwie zajęła II miejsce, za Ludmiłą Rudenko, a przed Elizawietą Bykową. Pierwszy turniej pretendentek w 1952 roku był dla niej nieudany, zajęła VIII miejsce. Znacznie lepiej zagrała na kolejnym turnieju pretendentek (Moskwa, 1955), który wygrała wynikiem 15 punktów z 19 partii. Dało jej to prawo do udziału w trójmeczu o tytuł mistrzyni świata w 1956 roku w Moskwie, który zakończył się jej zwycięstwem, o pół punktu przed dotychczasową mistrzynią świata Bykową i aż o 5½ punktu przed byłą mistrzynią, Rudenko.
Rubcowa była mistrzynią świata przez dwa lata. W meczu rewanżowym, rozegranym w 1958 roku poniosła dotkliwą porażkę 5½ – 8½ z Bykową. Rok później brała udział w kolejnym turnieju pretendentek w Płowdiwie, zajmując IX miejsce.
W 1957 r. jedyny raz w karierze wystąpiła na szachowej olimpiadzie, zdobywając wspólnie z drużyną złoty medal.
W latach 60. rozpoczęła uczestnictwo w rozgrywkach szachów korespondencyjnych, również w tej dyscyplinie osiągając wybitne sukcesy (m.in. w roku 1972 zwyciężyła w pierwszym finale indywidualnych mistrzostw świata).
Pochowana na Cmentarzu Wwiedieńskim w Moskwie.